# Nygårds hagar
Nygårds hagar – miejscowość (tätort) w Szwecji, w regionie administracyjnym (län) Sztokholm (gmina Nykvarn).
Miejscowość jest położona w prowincji historycznej (landskap) Södermanland, na zachód od Södertälje. Bezpośrednio na północ od miejscowości przebiega trasa E20.
W 2010 roku Nygårds hagar liczyło 328 mieszkańców.